# Major Tom (Coming Home)
"Major Tom (Coming Home)" (alemão: Major Tom (Völlig losgelöst)) é uma canção do cantor alemão Peter Schilling, lançada no álbum Error in the System. Com um caráter não oficial relacionado ao "Major Tom", personagem do álbum de 1969 Space Oddity de David Bowie, a canção retrata um personagem pego em um acidente espacial.
A canção foi gravada originalmente em alemão e lançado na Alemanha Ocidental em 3 de janeiro de 1983. Chegou a #1 na Alemanha Ocidental, Áustria e Suíça. A versão em inglês foi lançada pela primeira vez nos Estados Unidos em 24 de setembro de 1983. Alcançou a primeira posição no Canadá, #14 na tabela de singles Billboard Hot 100 em 1984 e #4 na África do Sul. A versão em inglês da música também chegou a número dois na tabela de dance nos EUA.
Em 1994, Schilling lançou uma versão remixada com Bomm Bastic chamada Major Tom 94. Outro remix foi feito em 2000 (Major Tom 2000) e ainda outra em 2003 (Major Tom 2003).

## Desempenho em tabelas musicais
| Tabelas (1983)         | Posição |
| ---------------------- | ------- |
| Austrian Singles Chart | 1       |
| Canadian Singles Chart | 1       |
| Dutch Singles Chart    | 2       |
| French Singles Chart   | 2       |
| German Singles Chart   | 1       |
| South African Chart    | 4       |
| Swiss Singles Chart    | 1       |
| UK Singles Chart       | 42      |
| U.S. Billboard Hot 100 | 14      |

## Sucessões
| Precedido por "Do You Really Want to Hurt Me" por Culture Club | Singles número um na Alemanha 28 de janeiro de 1983 - 25 de março de 1983 (13 semanas) | Sucedido por "99 Luftballons" por Nena          |
| Precedido por "Say Say Say" por Paul McCartney                 | Singles número um no Canadá RPM 100 14 de janeiro de 1984 (uma semana)                 | Sucedido por "Karma Chameleon" por Culture Club |